# Law of the Pampas
Law of the Pampas è un film del 1939 diretto da Nate Watt.
È un western statunitense con William Boyd, Russell Hayden e Sidney Toler.
È una delle produzioni della serie di film western con protagonista il personaggio di Hopalong Cassidy, interpretato da William Boyd e creato dall'autore Clarence E. Mulford nel 1904.

## Produzione
Il film, diretto da Nate Watt su una sceneggiatura e un soggetto di Harrison Jacobs, fu prodotto da Harry Sherman tramite la Harry Sherman Productions e girato nelle Alabama Hillse nell'Anchor Ranch, a Lone Pine, in California, da metà giugno 1939. Il titolo di lavorazione fu Argentina.

## Distribuzione
Il film fu distribuito negli Stati Uniti dal 3 novembre 1939 al cinema dalla Paramount Pictures.
Altre distribuzioni:
- in Svezia il 2 marzo 1940 (Det är Pampas lag)
- negli Stati Uniti il 4 giugno 1948 (redistribuzione)
- in Germania Ovest il 14 febbraio 1950 (Das Gesetz der Prärie)
- in Belgio (La loi de la Pampa)
- in Brasile (A Lei dos Pampas)
- in Danimarca (Med Seksløberen som Tolk)
- in Spagna (El vengador solitario)
- in Grecia (O keravnos tis pampas)

## Promozione
Tra le tagline sono:
- Murder below the Equator... and Hopalong races to action in the heart of the wild Pampas country!
- HOPPY HITS THE ARGENTINE
- It's a test of blazing guns... under a blazing sun!
- "YOU DON'T SAVVY MY LANGUAGE... but you'll understand my six-gun!:
- CASSIDY THRILLS South of the Equator! Hopalong hears the call to action 3,000 miles away....
- CASSIDY THRILLS... South of the Equator!